# الکساندر ملنتیف
الکساندر ملنتیف (روسی: Алекса́ндр Ре́ммович Меле́нтьев؛ ۲۷ ژوئن ۱۹۵۴ – ۱۶ فوریهٔ ۲۰۱۵) تیرانداز اهل اتحاد جماهیر شوروی سوسیالیستی بود.